# Mammillaria mathildae
Mammillaria mathildae ist eine Pflanzenart aus der Gattung Mammillaria in der Familie der Kakteengewächse (Cactaceae). Das Artepitheton ehrt Mathilde Wagner aus Cadereyta de Montes im mexikanischen Bundesstaat Querétaro, die die Art entdeckte.

## Beschreibung
Mammillaria mathildae wächst gruppenbildend mit kugelförmigen bis abgeflacht kugelförmigen Trieben von 5 bis 6 Zentimeter Wuchshöhe und Durchmessern von 5 Zentimetern. Die Warzen sind zylindrisch oder verlängert rhombisch. Sie enthalten keinen Milchsaft. Einige Axillen sind borstig. Die 4 bis 5 leicht flaumenhaarigen Mitteldornen sind rötlich braun und 6 bis 10 Millimeter lang. Einer von ihnen ist gehakt. Die 9 bis 11 haarartigen Randdornen sind weiß, leicht flaumhaarig und 5 bis 14 Millimeter lang.
Die Blüten sind etwas rosaweiß und bis 2 Zentimeter lang. Die scharlachroten Früchte sind 6 bis 7 Millimeter lang und enthalten bräunlich schwarze Samen.

## Verbreitung, Systematik und Gefährdung
Mammillaria mathildae ist im mexikanischen Bundesstaat Querétaro in Höhenlagen von 1800 Metern verbreitet. Die Erstbeschreibung erfolgte 1973 durch Felix Krähenbühl und Hans Krainz. Nomenklatorische Synonyme sind Mammillaria fittkaui subsp. mathildae (Krähenbühl & Krainz) Lüthy (1995) und  Escobariopsis fittkaui subsp. mathildae (Krähenbühl & Krainz) Doweld (2000).
Mammillaria mathildae wurde in der Roten Liste gefährdeter Arten der IUCN von 2002 als „Vulnerable (VU)“, d. h. gefährdet, eingestuft. Im Jahr 2013 wird die Art als „Endangered (EN)“, d. h. stark gefährdet geführt.

## Nachweise